# اسلام در مصر

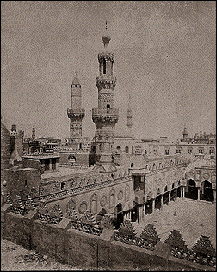
دانشگاه اسلامی الازهر در قاهره مصر، که در حدود سال ۹۷۱ ساخته شده‌است. و نمادی از دانش اسلامی در میان مسلمانان اهل سنت می‌باشد.

اسلام دین غالب در مصر و حدود ۹۰٫۳ درصد جمعیت این کشور را شامل می‌شود. تقریباً تمام مسلمانان مصر سنی مذهب هستند، اما اقلیتی از شیعیان نیز در آن‌جا ساکن اند. اما دولت مصر آن‌ها را به رسمیت نمی‌شناسد. اسلام از سال ۱۹۸۰ به عنوان دین رسمی در این کشور به رسمیت شناخته شده‌است. از آنجایی که هیچ سرشماری مذهبی تاکنون در مصر انجام نشده‌است، درصد واقعی مسلمانان این کشور هم مشخص نیست: درصد مسیحیان هم بین ۱۰ تا ۱۵ درصد تخمین زده می‌شود.
پیش از لشکرکشی ناپلئون در سال ۱۷۹۸ میلادی، تقریباً تمام مسائل آموزشی، حقوقی، بهداشت عمومی و رفاه اجتماعی مصر در دست کارگزاران مذهبی بود. امپراتوری عثمانی نقش‌ها جایگاه عمومی و سیاسی علما (علمای دین) را تقویت کرد، درست مانند همان اقداماتی که سلطنت مملوک پیش از عثمانیان انجام می‌دادند، زیرا اسلام دین دولتی بود و تقسیمات سیاسی در کشور مبتنی بر تقسیمات مذهبی انجام می‌شود. در طول قرن‌های ۱۹ و ۲۰، دولت‌های متوالی تلاش‌های گسترده‌ای را برای محدود کردن نقش علما در زندگی عمومی و کنترل نهادهای مذهبی کردند.
پس از انقلاب ۱۹۵۲ مصر، دولت مسئولیت انتصاب مقامات مساجد و مدارس دینی را بر عهده گرفت. دولت اصلاحات دانشگاه الازهر را در اوایل سال ۱۹۶۱ اجباری کرد. این اصلاحات به مدیران بخش‌های مختلف اجازه می‌داد که از خارج از صفوف علمای مذهبی که به‌طور سنتی آموزش دیده بودند، انتخاب شوند.

## پیشینه
در اواخر قرن دهم، خلافت شیعه اسماعیلیه (فاطمیان)، مصر را مرکز خود و قاهره را پایتخت خلافت خود قرار دادند. به این ترتیب مصر شکوفا شد و فاطمیان شبکه تجاری گسترده‌ای را هم در دریای مدیترانه و هم در اقیانوس هند ایجاد کردند. روابط تجاری و دیپلماتیک آن‌ها تا چین و دودمان سونگ گسترش یافت، که در نهایت مسیر اقتصادی مصر را در قرون وسطی تعیین کرد. امروزه آثار بسیاری از معماری فاطمی در قاهره وجود دارد که مشخص ترین نمونه‌ها شامل دانشگاه الازهر و مسجد الحکیم می‌باشد. کاخ فاطمیون در قاهره دارای دو بخش بود. در منطقه خان الخلیلی در خیابان بن القصرین قرار داشت.